# Alicia García-Salcedo González
Alicia García-Salcedo González, (Oviedo, julio de 1903 - Llanes, 5 enero de 2003) fue una abogada católica española conocida por convertirse en 1935 en la primera mujer abogada de Asturias.

## Vida y profesión
El padre y los tíos de Alicia eran también abogados, de quienes les vino la vocación por el derecho. Alicia, hizo sus estudios de Bachiller (1932) y se matriculó en Derecho en la Universidad de Oviedo, obteniendo unas muy meritorias calificaciones académicas en la rama de penal, dedicando parte de su vida a esta especialidad.
En 1922, el Colegio de Abogados de Oviedo modificó sus estatutos permitiendo que las mujeres pudieran formar parte del mismo. Así, en 1935, Salcedo solicitó su incorporación  siendo admitida en calidad de colegiada con el número 287. De este modo se convirtió en la primera mujer abogada que ejercitaba la profesión en Asturias. Un mes antes, María del Carmen Menéndez Manjón se incorporó al Colegio de Abogados de Gijón, pero como no-ejerciente.
Ejerció su profesión con gran repercusión durante más de 20 años, participando en mítines electorales y actos religiosos defendiendo sus ideas. En enero de 1936, Alicia, que se definía como una activista de derechas y católica, declaraba en la revista Estampa (Madrid): 
«Yo jamás vestiré la toga para acusar a nadie. Yo soy una mujer. [..] tengo un concepto muy mío respecto a las actividades que la mujer debe desenvolver en la sociedad; el papel que no debe estar acotado es el de mujer. No entiendo la figura femenina señalando con el dedo hacia el presidio o la horca».
En los años 60 emigró a Venezuela donde fundó el colegio español de enseñanza media mixta Diego de Losada, en el que fue directora hasta su jubilación en el año 1984. En esa época, Salcedo mantuvo una intensa actividad cultural e intelectual, organizando representaciones de teatro clásico, mesas redondas, y colaborando con algunos medios de comunicación.
En 1984, volvió a Asturias, y falleció en Llanes a la edad de 100 años. Como homenaje a la primera abogada que se incorporó al órgano colegial y que ejerció la profesión en Asturias, el Colegio de Abogados de Oviedo convoca anualmente el Premio a la Igualdad «Alicia Salcedo», con el propósito de «promover y difundir la igualdad de trato y oportunidades entre mujeres y varones»